# Vietcombank Tower
Vietcombank Tower là toà nhà cao tầng được xây dựng tại phường Sài Gòn, Thành phố Hồ Chí Minh, Việt Nam. Công trình là chi nhánh của ngân hàng Vietcombank tại Thành phố Hồ Chí Minh và cho thuê văn phòng. Tòa tháp tọa lạc tại số 5 Công trường Mê Linh, phường Sài Gòn, sở hữu vị trí thuận lợi ngay trung tâm thành phố. Toà tháp này hiện đang có chiều cao đứng thứ 6 Việt Nam (nếu không tính hai tháp đôi căn hộ thuộc tổ hợp của Landmark 72 tại Hà Nội đều cao hơn tháp này), sau TechnoPark Tower đứng thứ 5 tháp Bitexco thứ 4, Lotte Center HaNoi thứ 3, Landmark 72 thứ nhì và Landmark 81 đứng thứ nhất.
Dự án do Công ty liên doanh trách nhiệm hữu hạn Vietcombank - Bonday - Benthanh làm chủ đầu tư, gồm ba đối tác liên doanh là Vietcombank, Tập đoàn Đầu tư Bonday (Hong Kong) và Công ty cổ phần Dịch vụ Thương mại TP.HCM (Setracorp). Công trình Vietcombank Tower được khởi công vào cuối tháng 10 năm 2013 và hoàn thành vào tháng 3 năm 2015, nghiệm thu vào tháng 6 năm 2015.
Vietcombank Tower được thiết kế bởi nhà nhà tư vấn thiết kế nổi tiếng là Pelli Clarke Pelli Architect - đơn vị đã thiết kế nhiều cao ốc văn phòng, trung tâm tài chính nổi tiếng thế giới như Trung tâm tài chính thế giới tại Hong Kong, Tháp đôi Petronas tại Malaysia và trụ sở Ngân hàng Bank of America tại North Carolina, Mỹ. Tính đến đỉnh tòa nhà có 35 tầng, 4 tầng hầm, cao 206 m, diện tích sàn 3.232m², gồm khối đế và khối tháp hình chữ nhật hướng tâm